# جیمز بی. کلارک
جیمز بی. کلارک (انگلیسی: James B. Clark؛ ۱۴ مهٔ ۱۹۰۸ – ۱۹ ژوئیهٔ ۲۰۰۰) یک کارگردان و تدوین‌گر اهل ایالات متحده آمریکا بود.

## فیلم‌شناسی
- کلیدهای پادشاهی (تدوین) (۱۹۴۴)
- بوفالو بیل (تدوین) (۱۹۴۴)
- به بهشت واگذارش کن (تدوین) (۱۹۴۵)
- مرغ بهشت (تدوین) (۱۹۵۱)
- ۵ انگشت (تدوین) (تدوین) (۱۹۵۲)
- باغ شیطان (تدوین) (۱۹۵۴)
- چاپارل (مجموعه تلویزیونی؛ اپیزود ۲) (۱۹۶۹–۷۰)
- بتمن (مجموعه تلویزیونی؛ اپیزود ۱۵) (۱۹۶۶–۶۷)
- فلیپر (۱۹۶۳)
- بیگ شو (۱۹۶۱)